# 中華色彩學會
中華色彩學會（英語：Color Association of Taiwan，簡稱CAT），是一个以研究色彩設計、應用與科學的學會組織，成立於2001年7月。

## 歷史年表
- 2001年6月16日：第一次召開發起人會議暨籌備會議，最初訂名為「中華民國色彩學會」。
- 2001年7月21日：於中國文化大學推廣教育部舉行成立大會，並於於成立大會中更名為「中華色彩學會」。
- 2001年12月27日：與工研院光電所、中國文化大學創新育成中心聯合舉辦「彩色影像與色彩品質技術研討會」。
- 2002年7月8日：與工研院光電所、中國文化大學創新育成中心聯合舉辦「2002彩色技術研討會」。
- 2002年9月26日：舉辦「NCS色彩專題講座」。
- 2002年9月28日：舉辦「2002色彩學研討會-色彩設計、應用與科學」。
- 2003年7月18日：所舉辦「2003顯示器及色彩品質量測技術研討會」。
- 2003年8月18日：舉辦「2003色彩科學、影像與設計講座」。
- 2003年10月4、5日：舉辦「2003色彩學研討會－色彩設計、應用與科學」
- 2003年11月24日：舉辦「多頻譜影像基礎及其應用講座」。
- 2003年12月24日：與中國文化大學新聞暨傳播學院、資訊傳播學系、創新育成中心聯合舉辦「視覺生理為基礎的色彩空間與色彩量測專題講座」。
- 2004年4月：舉辦「LCD調色及品質驗證測試技術研討會」。
- 2004年10月：舉辦「色彩科學、影像與設計講座」。
- 2005年：舉辦「色彩學研討會」。
- 2006年：於台北舉辦「色彩學研討會」。
- 2006年：於雲林舉辦「設計文化色彩國際研討會」。
- 2007年8月30日：舉辦「亞太流行色彩研討會」。
- 2007年10月15日：舉辦「色彩應用經典獎比賽」。
- 2007年11月24、25日：舉辦「色彩學研討會」。
- 2008年12月3、4日：舉辦「色彩影像國際研討會」。
- 2008年11月27~30日：舉辦「第九屆國際色彩學研討會」。
- 2009年11月14日：舉辦「第十屆國際色彩學研討會」。
- 2010年9月10日：舉辦「2010色彩科學講座」。
- 2011年11月02-04日：於廈門舉辦「海峽兩岸傳統色彩與現代學術研討會」。
- 2011年11月20-21日：舉辦「第十一屆國際色彩學研討會」。